# Первая битва при Тараине
Пе́рвая би́тва при Тараи́не, или также известная как Пе́рвая би́тва при Тароа́ри — битва, прошедшая в 1191 году между вторгшейся армией Гуридов во главе с Мухаммадом Гури и конфедерацией раджпутов во главе с Притхвираджем Чауханом близ Тараина (современный Тараори в Харьяне, Индия).
Битва закончилась победой раджпутов; однако Мухаммаду Гури удалось вернуться в Гор, а в дальнейшем заново начать завоевание северной Индии.

## Битва
Незадолго до 1191 года армия Муиз-ад-Дина захватила форт Табархинда (вероятно, современная Бхатинда), который, предположительно, находился под контролем Чахаманы. Согласно Сирхинди, где-то в 1191 году (587 год хиджры) Притхвирадж выступил против Гуридской армии с пехотой, кавалерией и отрядом слонов. Муиз-ад-Дин собирался покинуть Табархинду, когда получил известие о приближении Притхвираджа; затем он выступил против Притхвираджа, и две армии встретились в Тараине.
Кавалерия Гуридов начала битву, выпустив стрелы в центр противника. Силы Чахаманы контратаковали с трех сторон и доминировали в битве, вынудив армию Гуридов отступить.
Муиз-ад-Дин отбыл в Газни, оставив гарнизон в Табархинде. Притхвирадж осадил форт и захватил его незадолго до второй битвы при Тараине. Он не преследовал армию Гуридов, либо не желая вторгаться на враждебную территорию, либо недооценив амбиции Муиз-ад-Дина.